# Белоконов, Алексей Тимофеевич
Алексей Тимофеевич Белоконов (1939 — 7 апреля 1991) — советский космонавт-испытатель и техник-испытатель, сотрудник Института авиационной и космической медицины; участник испытаний для подготовки первых космонавтов СССР. Западными СМИ назывался как один из первых космонавтов СССР, совершавших полёты ещё до полёта Ю.А.Гагарина и «погибших» при возвращении на Землю.

## Биография
Родился в 1939 году. Служил в советской армии, имел звание рядового. С марта по август 1959 года работал в команде испытателей, участник и организатор ряда испытаний. В частности, его команде доверяли наземные испытания авиационной аппаратуры и противоперегрузочных лётных костюмов, а также скафандров для собак. Командой были проведены семь наземных испытаний по изучению влияния дыхания кислородом под избыточным давлением на организм человека. В дальнейшем работал механиком в лаборатории высотного оборудования. Ему часто поручали испытания кислородной системы в высотных костюмах и скафандрах. Всего проработал на протяжении более чем 30 лет техником по подготовке космонавтов, был награждён медалью «За трудовую доблесть» после полёта Гагарина.
В 1962 году, согласно воспоминаниям его сына, Александра Алексеевича Белоконова, родители, тайно слушавшие «вражеские голоса», поймали радиостанцию Deutsche Welle и от русской службы услышали сообщение следующего содержания: «В Советском Союзе погиб еще один космонавт. Очередной жертвой стал космонавт Алексей Белоконов». Примерно в это же время появились публикации в американском издании «Ридерз дайджест» и итальянской газете Corriere della Sera о гибели советского космонавта по фамилии Белоконов (в Италии часть информации попала не без влияния братьев-радиолюбителей Юдика-Кордилья), а затем и в еженедельнике Weekend (статья авторства Алана Хейндерсона). Белоконев же считал, что причиной утечки стала перевранная западными журналистами информация из статьи «На пороге больших высот» журнала «Огонёк» (№ 42 от 1959 года), которая составила основу для статьи журнала New York Journal American о погибших космонавтах и последующих журналистских «уток». По просьбе редактора газеты «Известия» Алексея Ивановича Аджубея Белоконов приехал в редакцию газеты и подписал открытое письмо с просьбой к западным журналистам не перевирать информацию, опубликованное 27 мая 1963 года. В июле 1963 года на аэродроме был снят сюжет для телевидения, где появился Белоконов без скафандра, поскольку даже к тому моменту журналисты не умолкли. Умер 7 апреля 1991 года.